# Mir Muhammad Jan
Titre
11e Hazrat Ishaan des Naqshbandiennes
Le Prince Sayyid Mir Muhammad Jan (1900-1955) était un oligarche et général afghan, servant de onzième chef suprême de l'islam sunnite Naqshbandi avec le titre <<Amir al Mumineen>> et l'address <<Hazrat Ishaan>>. Il est remplacé par son fils Sayyid Mir Assadullah,.
Le titre Prince <<Amir>> est donné et utilisé comme un adresse courtoise pour lui par la famille royale Barakzai d´Afghanistan en relation de son responsabilité comme chef suprême de l´islam sunnite Naqshbandi, directant des princes Barakzai, son descendance du imperateur mogol Aurangzeb et finalement son mariage avec la princesse Afghan Fatima de la tribeau puissant de Hotaki.
Il était le beau-père de Prince Abdul Khalek Khan le premier Physicien Afghan, qui était instruit comme un Docteur du Physics à l'université Paris-Sorbonne. Prince Abdul Khalek était un petit-fils du Prince Maréchal Abdul Aziz Khan Telai Barakzai, ministre de guerre et prédécesseur de son petit-neveu Nadir Shah Telai Barakzai comme ministre. En l'honneur de Mir Muhammad Jan, les descendants du Prince Abdul Khalek Khan, qui était un novice religieux (Murid) du Mir Muhamamd Jan, son descendant sont connus comme le Mir Muhamamd Jan-Khel (branche des sous-cadets du branche cadet Telai de la dynastie Barakzai),.

## Littérature
- Tazkira de Hazrat Ishan (Généalogie de la famille Hazrat Isan) (Auteur et chercheur : Muhammad Yasin Qasfari Naqshbandi Company : Tolimat Naqshbandi Administration Lahore)
- David William Damrel, Une bénédiction oubliée : Khawaja Khwand Mahmood Naqshbandi en Asie centrale et en Inde moghole, Ed : Université Duke. Université de microfilm, Durham, Caroline du Nord, États-Unis, 1994.